# Kapliczki Podegrodzia
Podegrodzie posiada bardzo liczne obiekty sakralne. Niektóre z nich mają dużą wartość historyczną, a dla mieszkańców wsi są przede wszystkim miejscami o znaczeniu religijnym. Kapliczki, jako świadkowie historii są ważne również dla historii, etnografii, geografii itp.

## Kapliczka Matki Bożej Pocieszenia

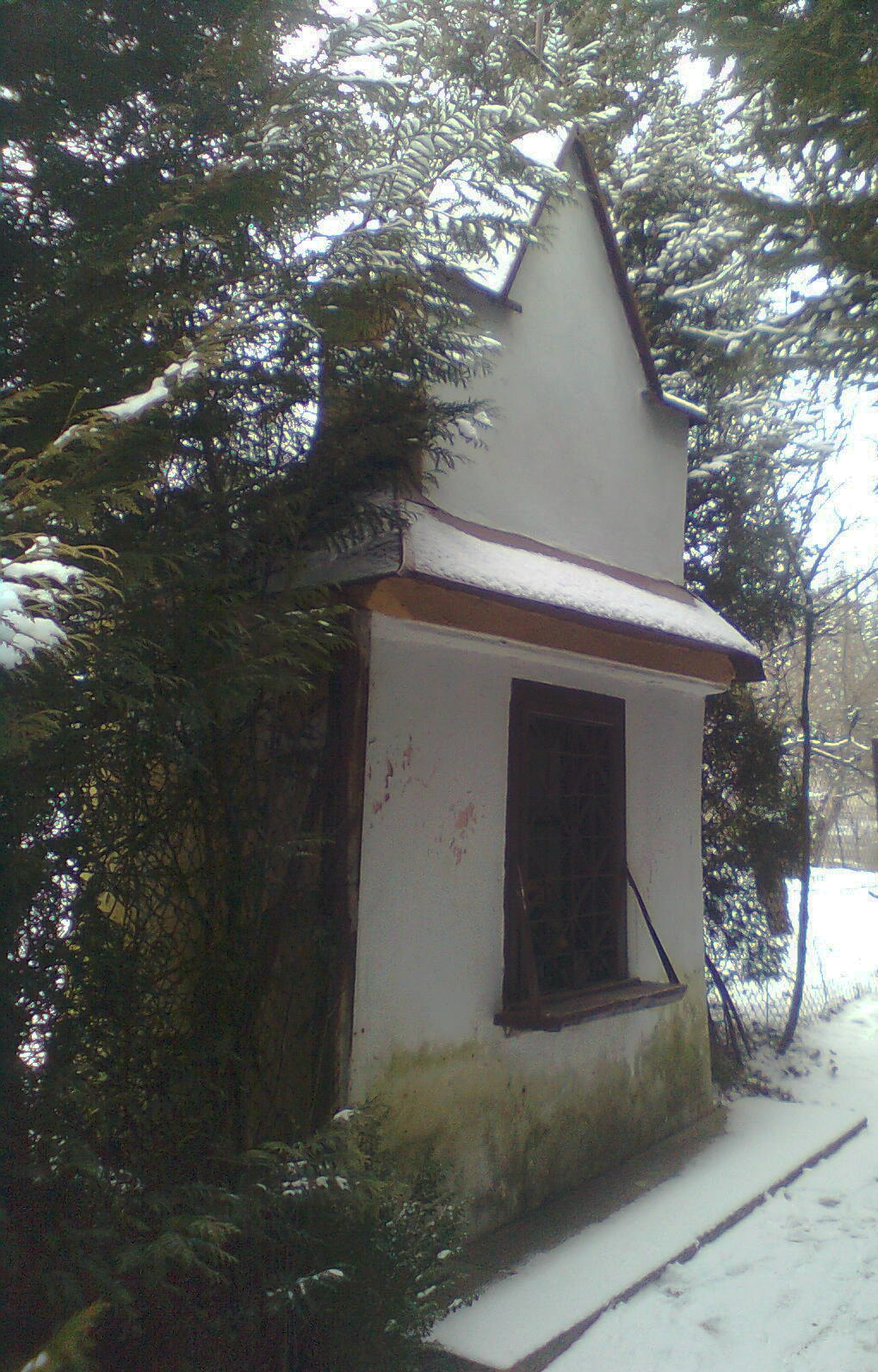
Kapliczka Matki Bożej Pocieszenia

Kapliczka Matki Bożej Pocieszenia – kapliczka wzniesiona w XVIII wieku, z fundacji rodziny Krajewskich, na miejscu starszej, z XVII wieku. Zbudowana z cegły i kamienia, otynkowana. Od frontu szczyt prostokątny, wydzielony okapem, z głęboką, zaszkloną wnęką, w której znajduje się figurka Św. Kingi, po lewej obraz Chrystusa w cierniowej koronie, a po prawej Matki Boskiej Częstochowskiej. Kapliczka była dwa razy odnawiana.

## Kapliczka Madonny

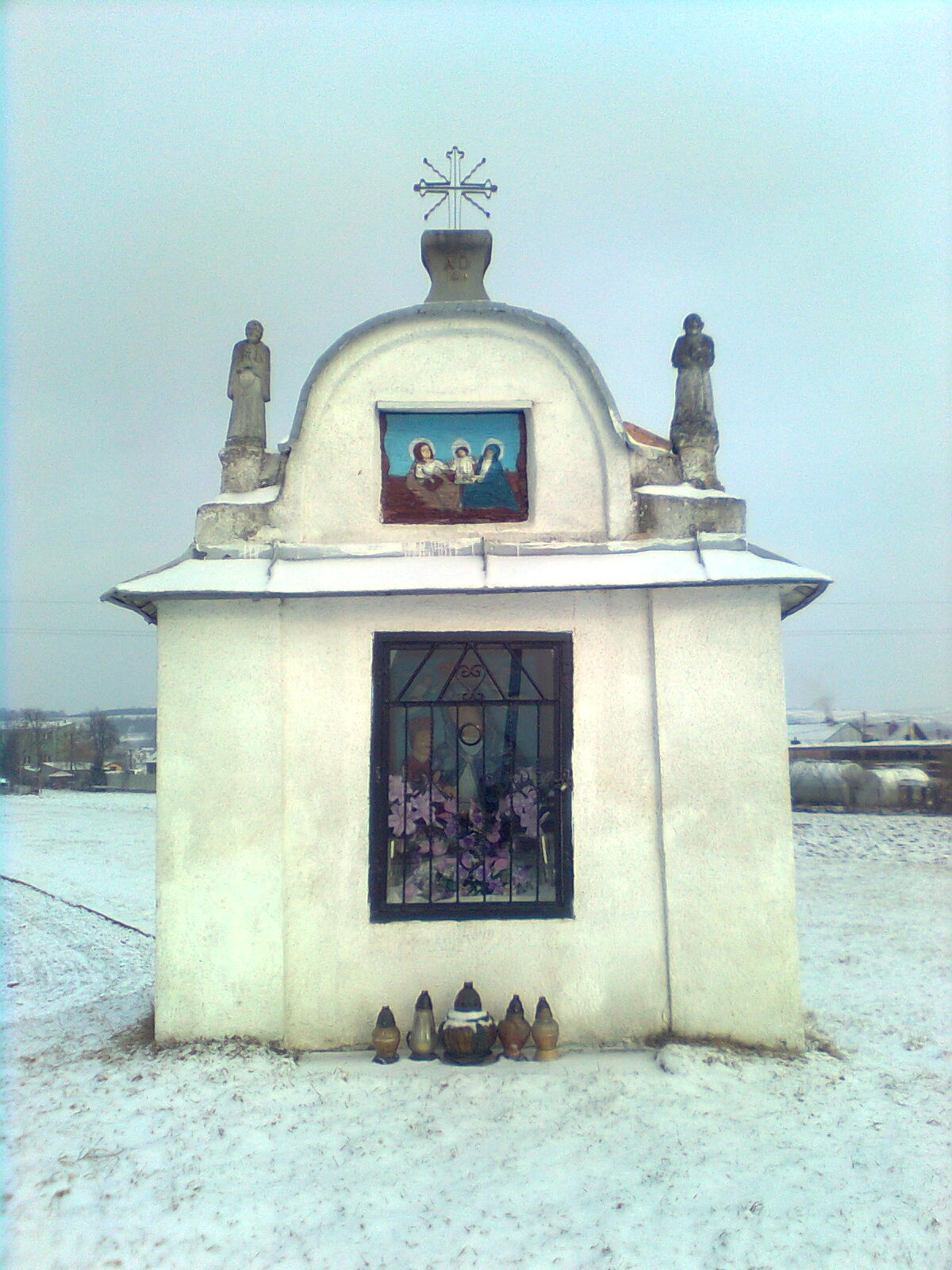
Kapliczka Madonny

Kapliczka Madonny – kapliczka wzniesiona w 1819 roku, nieznanej fundacji. Budowla ma plan prostokątny, zakończony absydą. Fasada kapliczki z wyniosłym szczytem, posiada na skrzydłach pilastry oraz dwie rzeźby: św. o. St. Papczyńskiego i Jana Pawła II. Nad zamykaną wnęką znajduje się płaskorzeźba przedstawiająca Św. Annę Samotrzeć. Wewnątrz znajduje się polichromowana płaskorzeźba – Madonny.

## Kapliczka Chrystusa

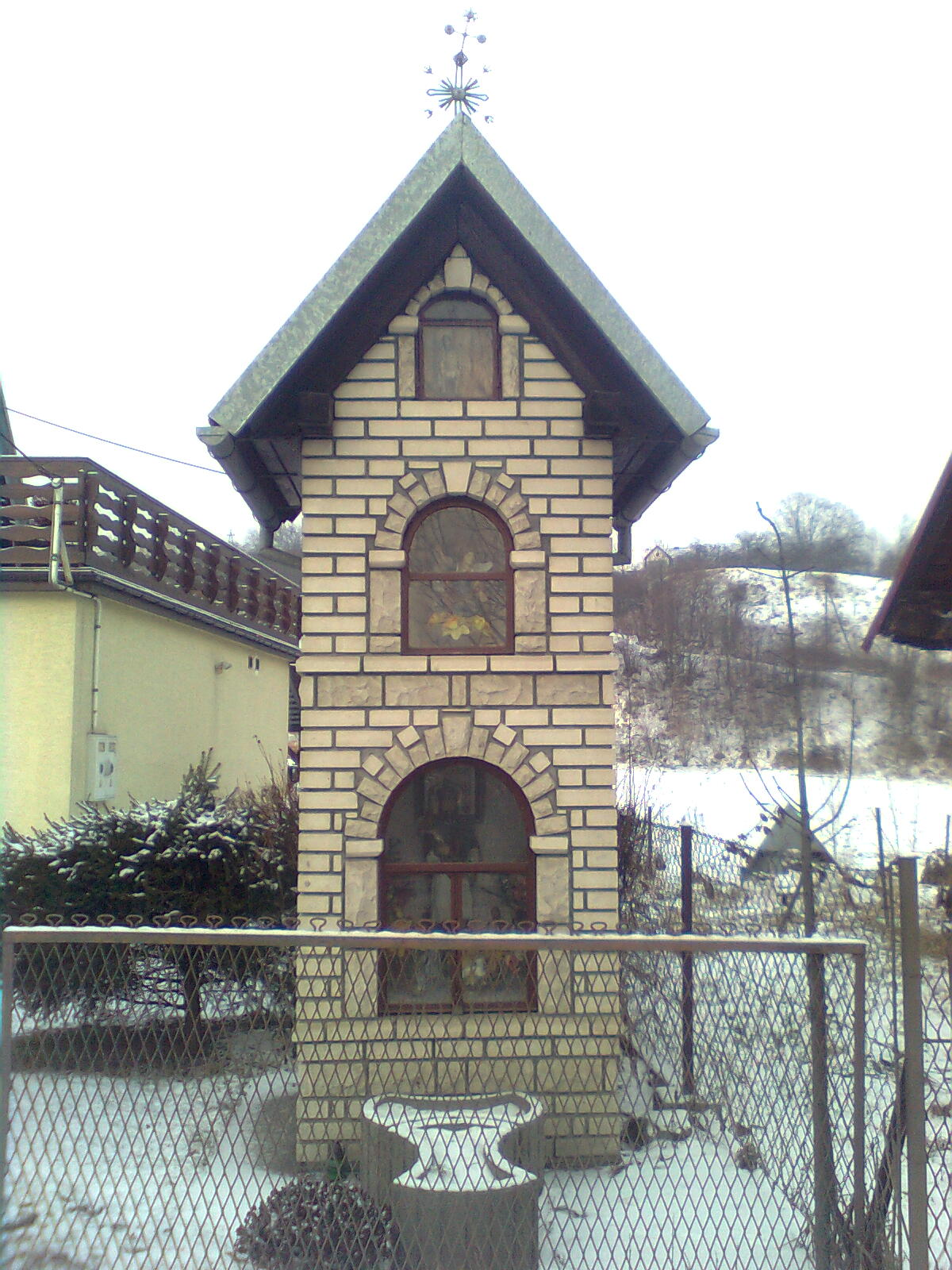
Kapliczka Chrystusa

Kapliczka Jezusa Chrystusa – kapliczka wzniesiona w 1998 roku, na miejscu starszej, niszczejącej, pochodzącej z przełomu XVIII i XIX wieku, wybudowanej z nietrwałego piaskowca. Powstała z fundacji Michała Pasonia, jako wotum dziękczynne za odzyskanie zdrowia. Wzniesiona z białej cegły, kryta dachówką. W trzech zaszklonych wnękach znajdują się ludowe rzeźby: Chrystusa Frasobliwego, Chrystusa przy słupie, Chrystusa Zmartwychwstałego, Michała Archanioła z wagą, Św. Józefa z Dzieciątkiem, a także płaskorzeźba Św. Weroniki z chustą, Św. Jana Nepomucena i dwie niezidentyfikowane.
Podczas prac przy odnowie kapliczki, na głębokości około 1,8 m, odkryto szczątki szkieletu ludzkiego, które prawdopodobnie pozostały po zabitym w tym miejscu rycerzu. Kości te zakopano z powrotem pod kapliczką.

## Kapliczka Św. Jana Nepomucena

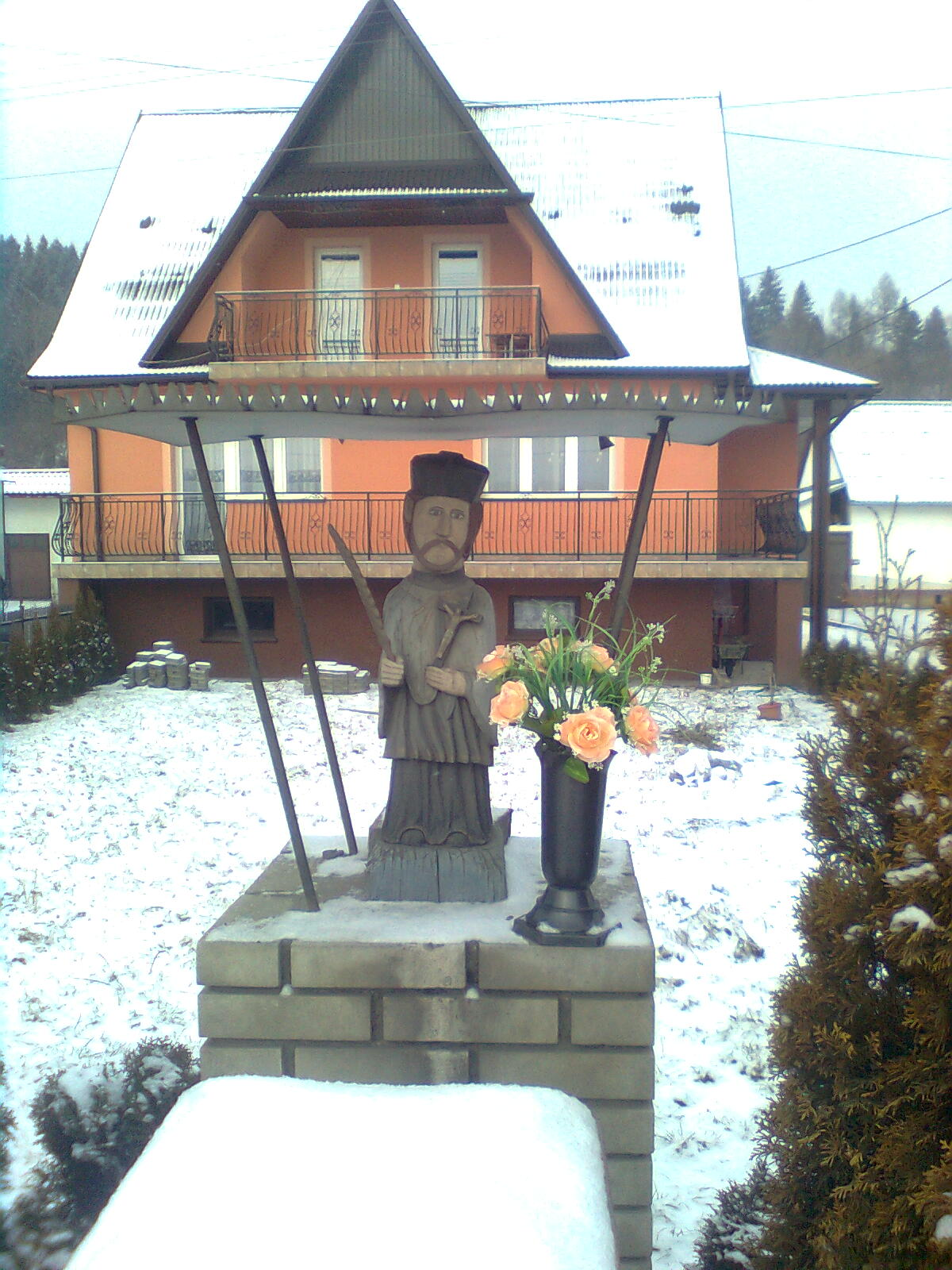
Kapliczka św. Jana Nepomucena

Kapliczka Świętego Jana Nepomucena – kapliczka wzniesiona w 1869 roku, z fundacji Jana Dudy. Ludowa rzeźba Św. Jana Nepomucena, zastąpiła starszą skradzioną figurę. Posążek osłonięto blaszanym daszkiem, był odbudowywany po przewróceniu w 1999 roku. Stoi na postumencie z białej cegły, który zastąpił stary niszczejący, zbudowany z piaskowca. Stary postument posiadał polichromowane płaskorzeźby.

## Kapliczka Matki Bożej

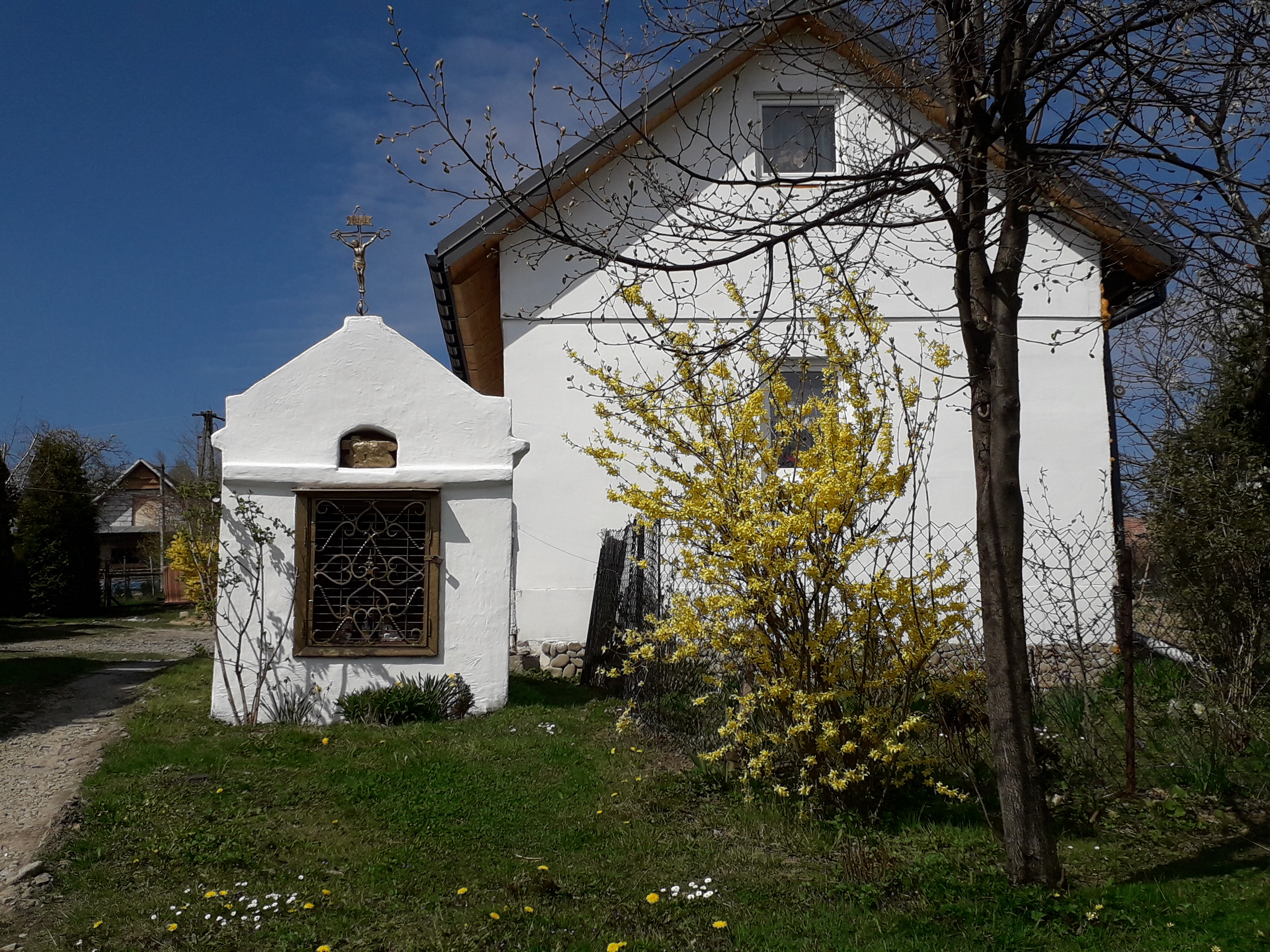
Kapliczka Matki Bożej

Kapliczka Matki Bożej – kapliczka wzniesiona w 1874 roku, z fundacji Wojciecha Gomółki. Kamienna, otynkowana zamknięta półkoliście. Dach dwuspadowy, kryty blachą. Od frontu, trójkątny szczyt, w którym znajduje się mała wnęka z kamienną figurką Chrystusa upadającego pod krzyżem. Poniżej głęboka wnęka, a w niej trzy obrazy malowane na blasze, z czasu budowy kapliczki: Koronacja Maryi, Madonna oraz św. Wojciech. Według legendy pod kapliczką znajduje się czyjś grób.

## Kapliczka Matki Bożej Różańcowej

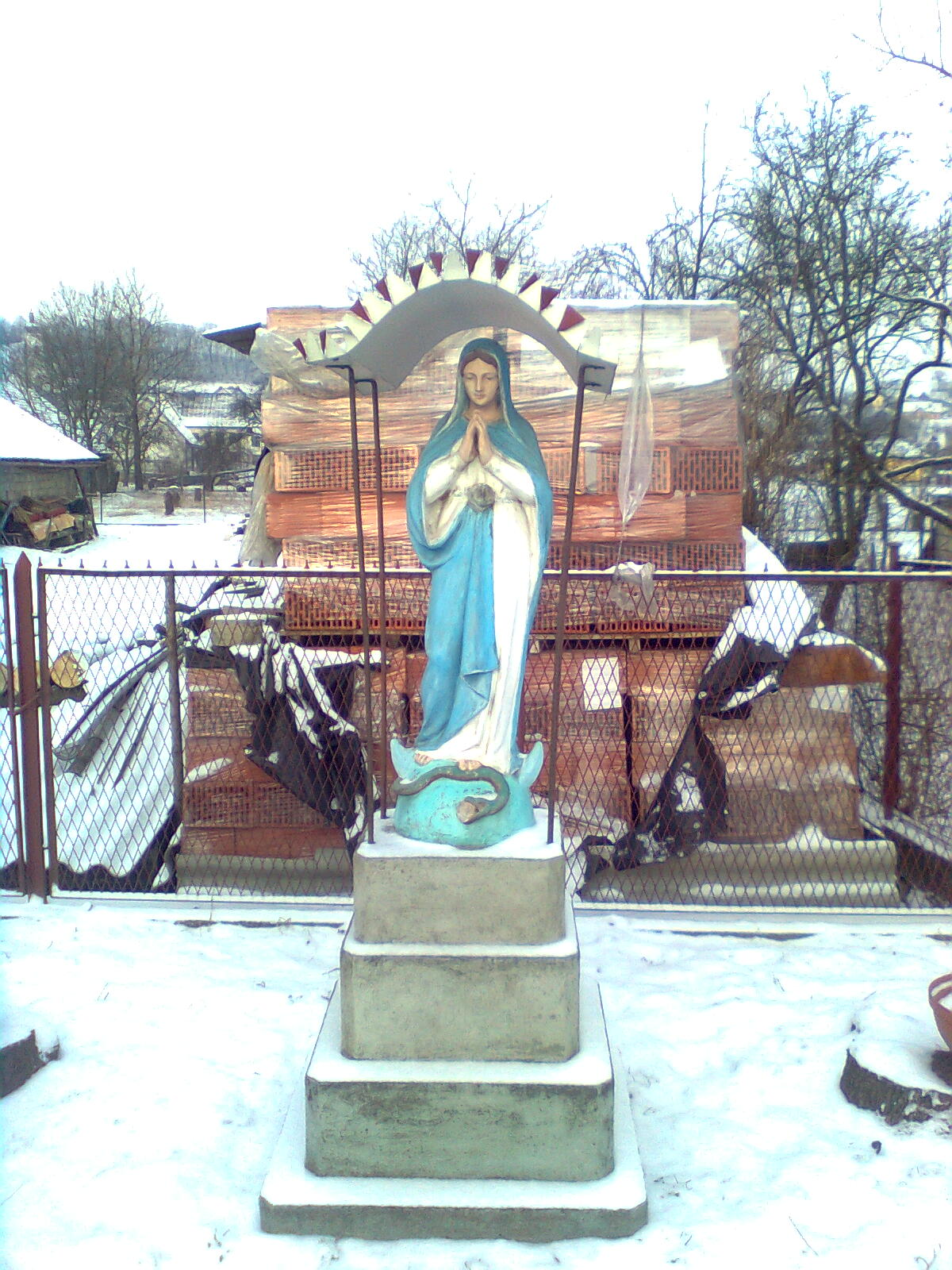
Kapliczka Matki Bożej Różańcowej

Kapliczka Matki Boskiej Różańcowej – kapliczka wzniesiona pod koniec XIX wieku, nieznanej fundacji. Rzeźba Matki Bożej Różańcowej ustawiona jest na niskim, kamiennym, czworobocznym postumencie, osłonięta ozdobnym, blaszanym zadaszeniem. Figura w 1993 roku została ogrodzona, a w 1994 roku odnowiona.  Według legendy posąg w to miejsce przyniosła powódź.

## Golgota

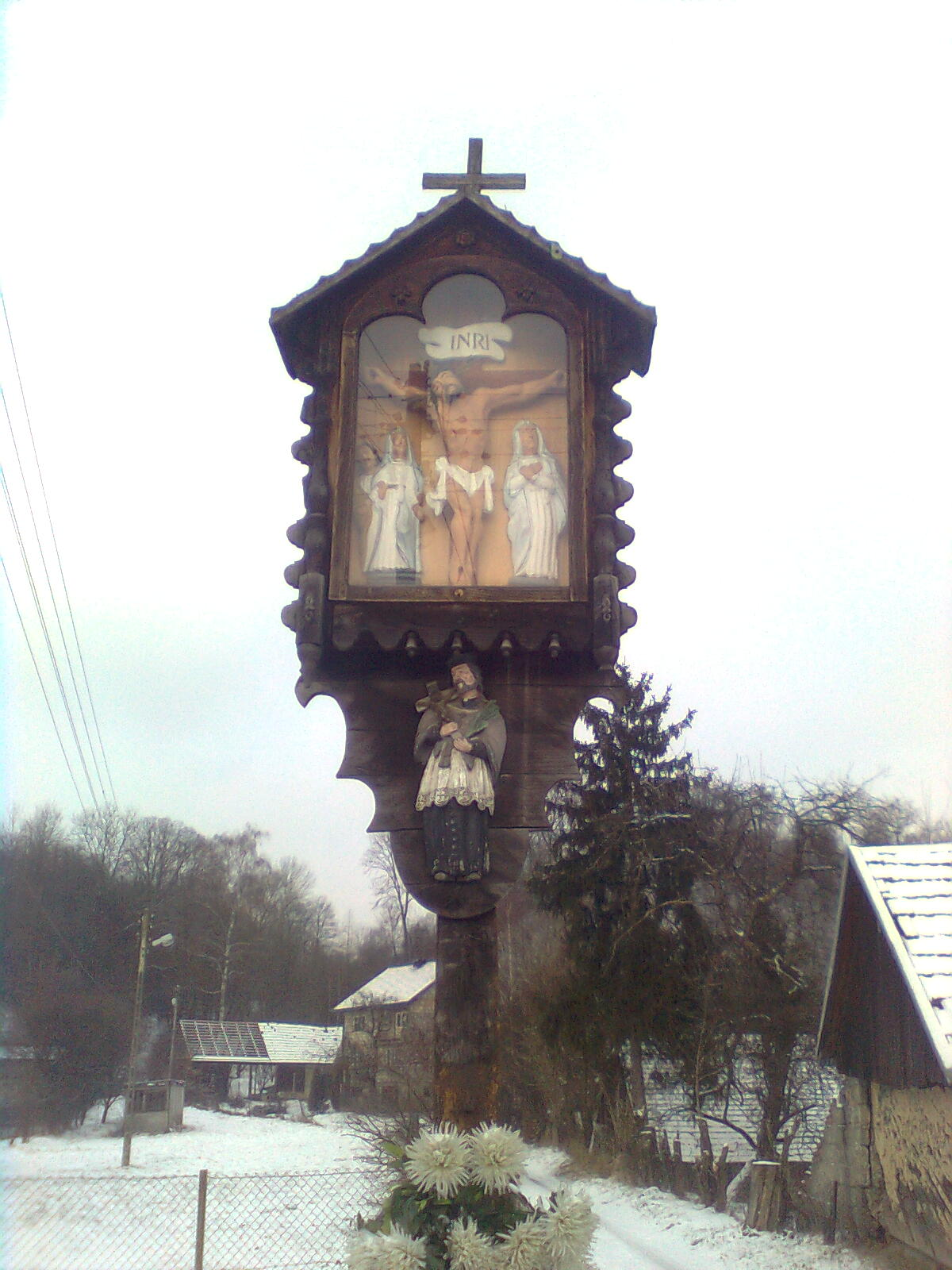
Golgota

Kapliczka „Golgota” – kapliczka wzniesiona na przełomie XIX i XX wieku. Drewniana, ozdobna, oszklona, kryta miedzianym daszkiem szafka. Wewnątrz znajdują się ludowe rzeźby: Chrystusa Ukrzyżowanego, Matki Boskiej Bolesnej, Św. Marii Magdaleny i Św. Jana Ewangelisty. Poniżej na słupie przymocowana jest płaskorzeźba Św. Jana Nepomucena. Kapliczkę odnowiono w 1998 roku.

## Kapliczka Św. Józefa

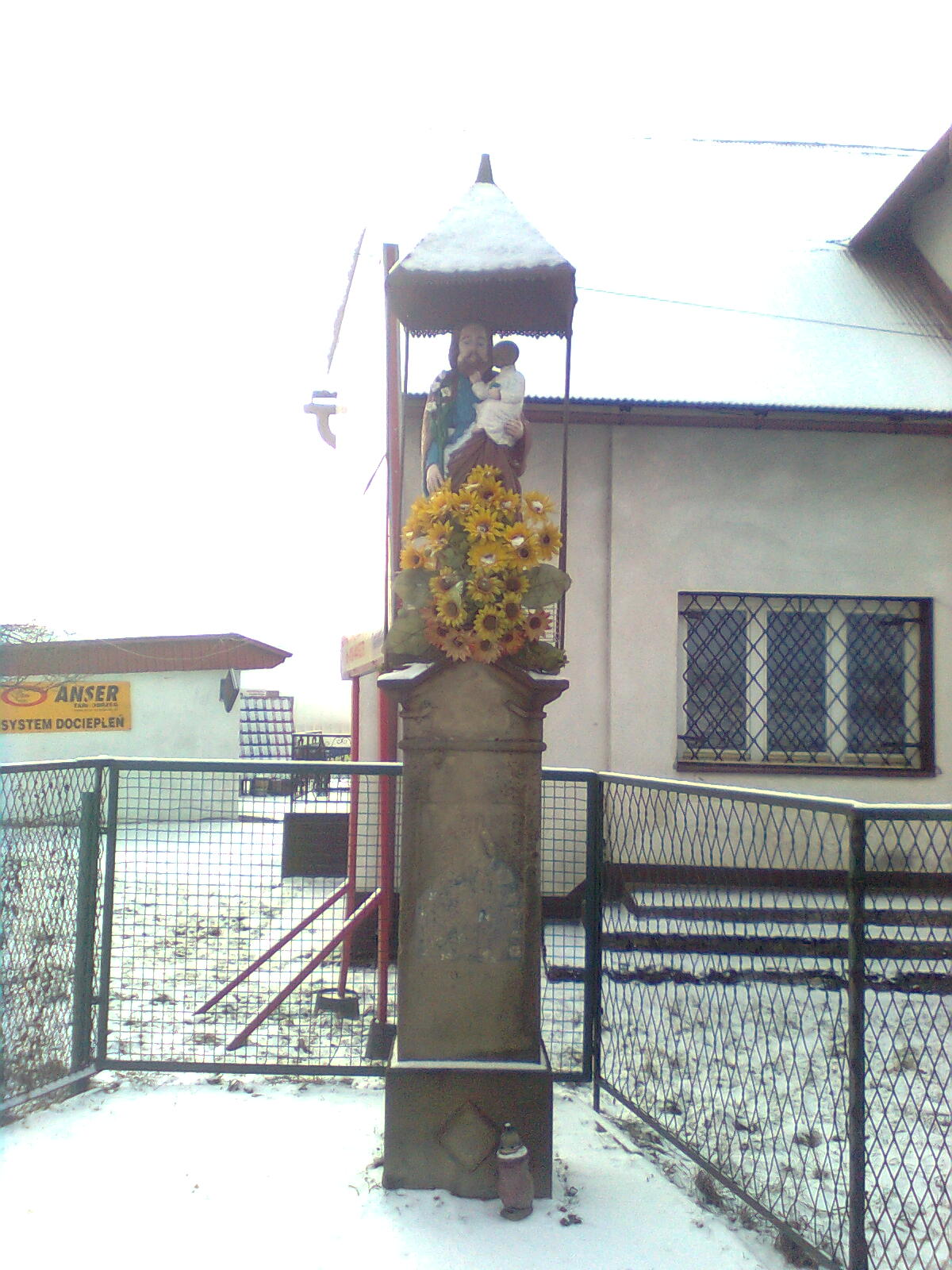
Kapliczka św. Józefa

Kapliczka Świętego Józefa – kapliczka wzniesiona w 1904 roku, z fundacji Józefa Maciuszka. Polichromowany posąg przedstawia Św. Józefa z Dzieciątkiem. Rzeźba osłonięta blaszanym daszkiem, umieszczona na czworobocznym, kamiennym postumencie z płaskorzeźbami: Matki Boskiej Kalwaryjskiej, Św. Antoniego i Św. Jana Chrzciciela.

## Kapliczka Jezusa Chrystusa

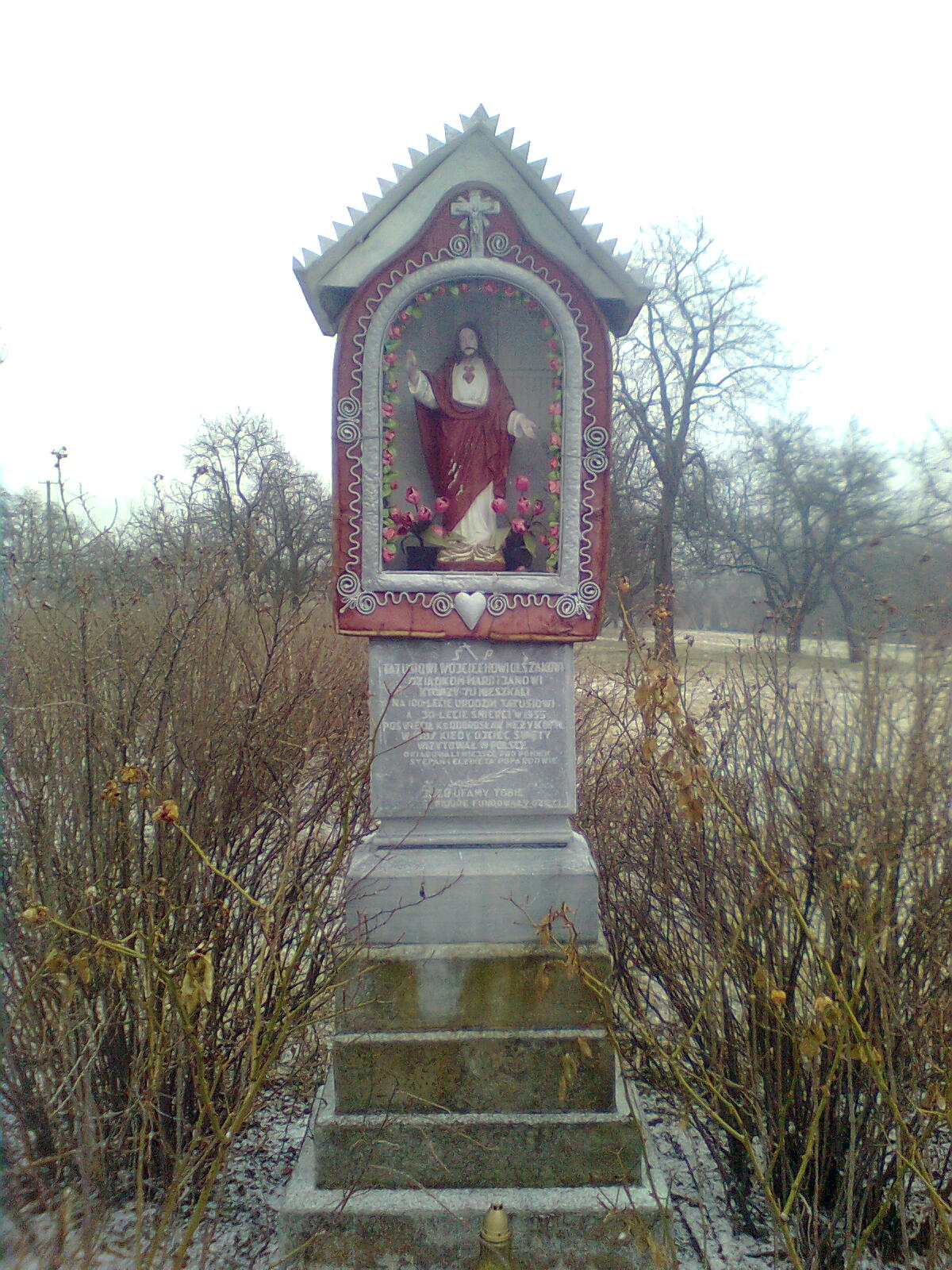
Kapliczka Jezusa Chrystusa

Kapliczka Jezusa Chrystusa – kapliczka wzniesiona w 1955 roku, z fundacji rodziny Olszaków. Dach dwuspadowy, kryty blachą. Poniżej znajduje się oszklona wnęka, ozdobiona dookoła. Wewnątrz rzeźba Chrystusa z Sercem Jezusa. Na postumencie wypisana jest dedykacja.

## Kapliczka Maryi Niepokalanie Poczętej

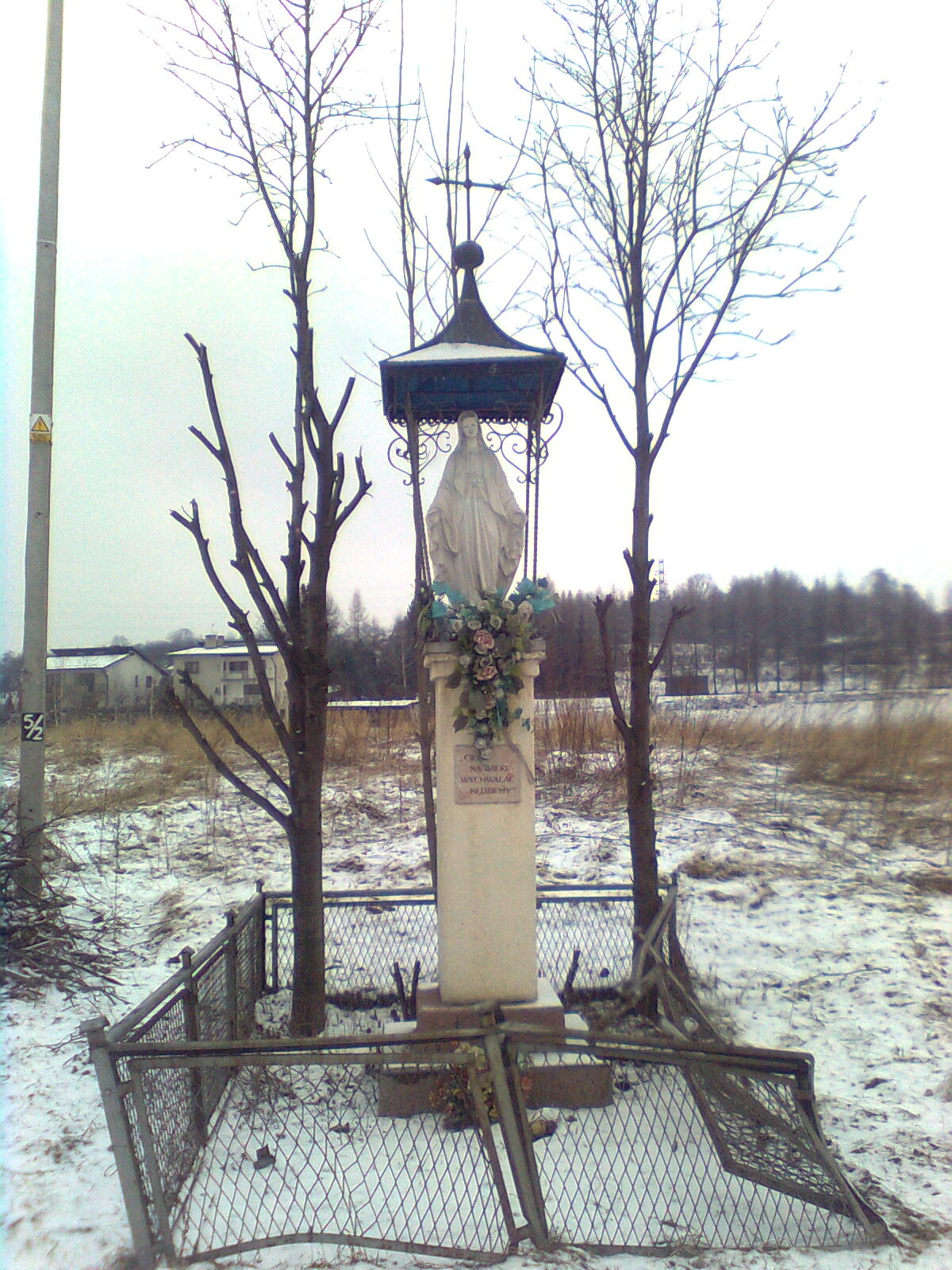
Kapliczka Maryi Niepokalanie Poczętej

Kapliczka Maryi Niepokalanie Poczętej – figura postawiona w 1995 roku, na miejscu poprzedniej, uderzonej piorunem. Rzeźba osłonięta jest blaszanym daszkiem, na betonowym postumencie, ogrodzona. Gipsowa figura przedstawia Maryję Niepokalanie Poczętą, skierowaną w stronę dobrze widocznego z tego miejsca klasztoru Klarysek w Starym Sączu i dawnego brodu przez Dunajec.

## Kapliczka Matki Boskiej z La Sallete

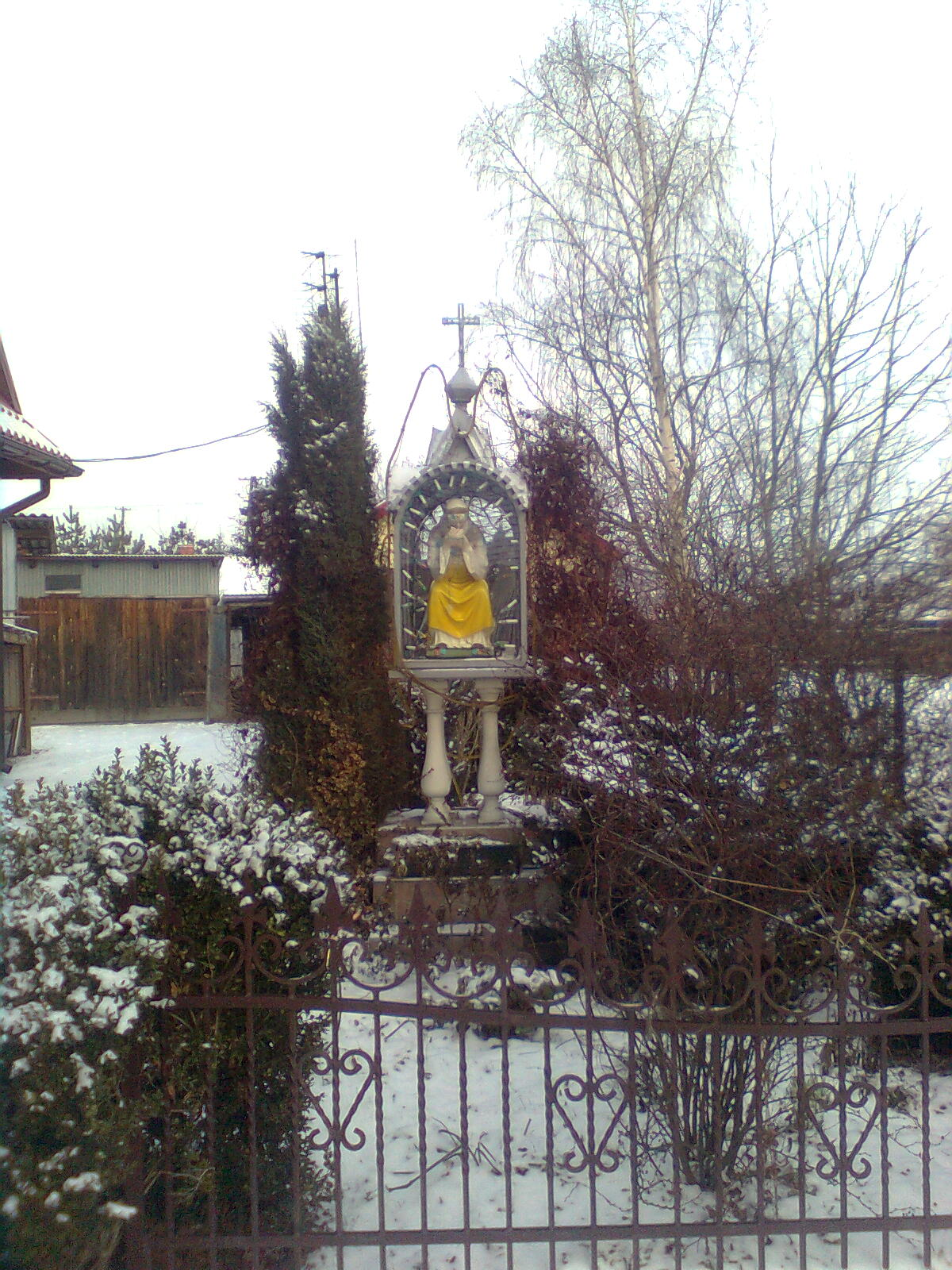
Kapliczka Matki Boskiej z La Sallete

Kapliczka Matki Boskiej z La Sallete – kapliczka wzniesiona w 1998 roku, z fundacji rodziny Cięciel. Kapliczka oszklona, kryta blachą, stoi na czterech filarach. Na dachu znajduje się szczyt nawiązujący do wieży kościelnej, zakończony krzyżem. Wewnątrz znajduje się figura przedstawiająca Matkę Bożą Saletyńską. W okresie Bożonarodzeniowym zamiast figury, ustawiana jest wewnątrz kapliczki szopka bożonarodzeniowa. W maju przed kapliczką odmawiane są majówki.